# San Franciscos historia
| San Francisco |
| --- |
| Golden Gate-bron. - Förkolumbiansk tid – Invandrare från Asien vandrade över Berings sund som var torrlagt under den senaste istiden. - Nya Spanien – 1767 utnämnde den spanske kungen Gaspar de Portolá till guvernör över provinsen Las Californias. - Amerikansk stad – 1846 köpte USA Kalifornien efter seger i Mexikansk-amerikanska kriget. |

San Franciscos historia började 1769 då guvernören för Nya Spanien Gaspar de Portolá ledde en expedition norrut utmed Kaliforniens västkust och upptäckte San Franciscobukten. I området bodde sedan förhistorisk tid ursprungsfolk som invandrat från Asien för 13 000–15 000 år sedan. På slutet av 1700-talet beskrev europeiska upptäcktsresande den naturliga hamnen och San Francisco blev ett marint centrum vid Stilla havet. Guld upptäcktes 1847 och det blev början till guldrushen. Staden växte snabbt till 1906 då en svår jordbävning och omfattande bränder förstörde en stor del av centrum. San Francisco byggdes upp och fick en modern stadsplan. 1914 öppnade Federal Reserve System kontor i finansdistriktet och har blivit ett viktigt centrum för finans och teknologi.

## Förkolumbiansk tid
De första invandrarna till Nordamerika hade vandrat från Asien över Berings sund i slutet på senaste istiden då sundet var torrlagt. För mellan 10 000 och 15 000 år sedan bosatte sig en stam vid San Franciscobukten. Spanska sjöfarare kallade människorna för Costanoans (kustfolket). 1776 inrättade katolska kyrkan tre missionsstationer på kustfolkets mark. Befolkningen uppskattades till 30 000.

## Nya Spanien
Nya Spanien hade fram till 1760-talet ett antal jesuitiska missionsstationer i Alta California norr om Mexiko upp till gränsen mot nuvarande Oregon. I norr konkurrerade Ryssland om territorier och gjorde anspråk på kusten från Alaska till  Russian River söder om Oregon. År 1767 förbjöd Karl III av Spanien jesuitorden och utnämnde den katalanska militären Gaspar de Portolá till guvernör för den nya provinsen Las Californias. Portolá fick i uppdrag att leda en expedition till lands och till sjöss för att utforska provinsen och tillsätta franciskanbröder på alla missionsstationer längs kusten. Fader Junípero Serra ledde det apostoliska arbetet och ställde om 21 stationer mellan San Diego och Sonoma. Syftet var att kristna indianerna och stärka den spanska närvaron i området.

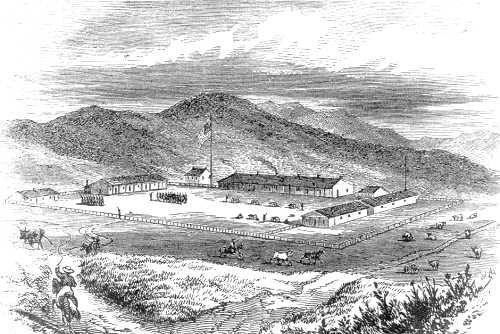
Presidio 1850

Engelska och spanska sjöfarare hade redan på 1500-talet upptäckt flera naturhamnar utmed nordöstra Stilla havet. År 1775 seglade paketbåten San Carlos under befäl av Juan Manuel de Ayala genom Golden Gate och runt en ö som han kallade Isla de los Alcatraces (Pelikanön).. Året därpå byggde Juan Bautista de Anza och en grupp spanska nybyggare ett fort på halvön söder om Golden Gate.. 1792 seglade den brittiske sjöfararen George Vancouver in i bukten för att spionera på spanjorernas förehavanden..

## Mexikanskt styre

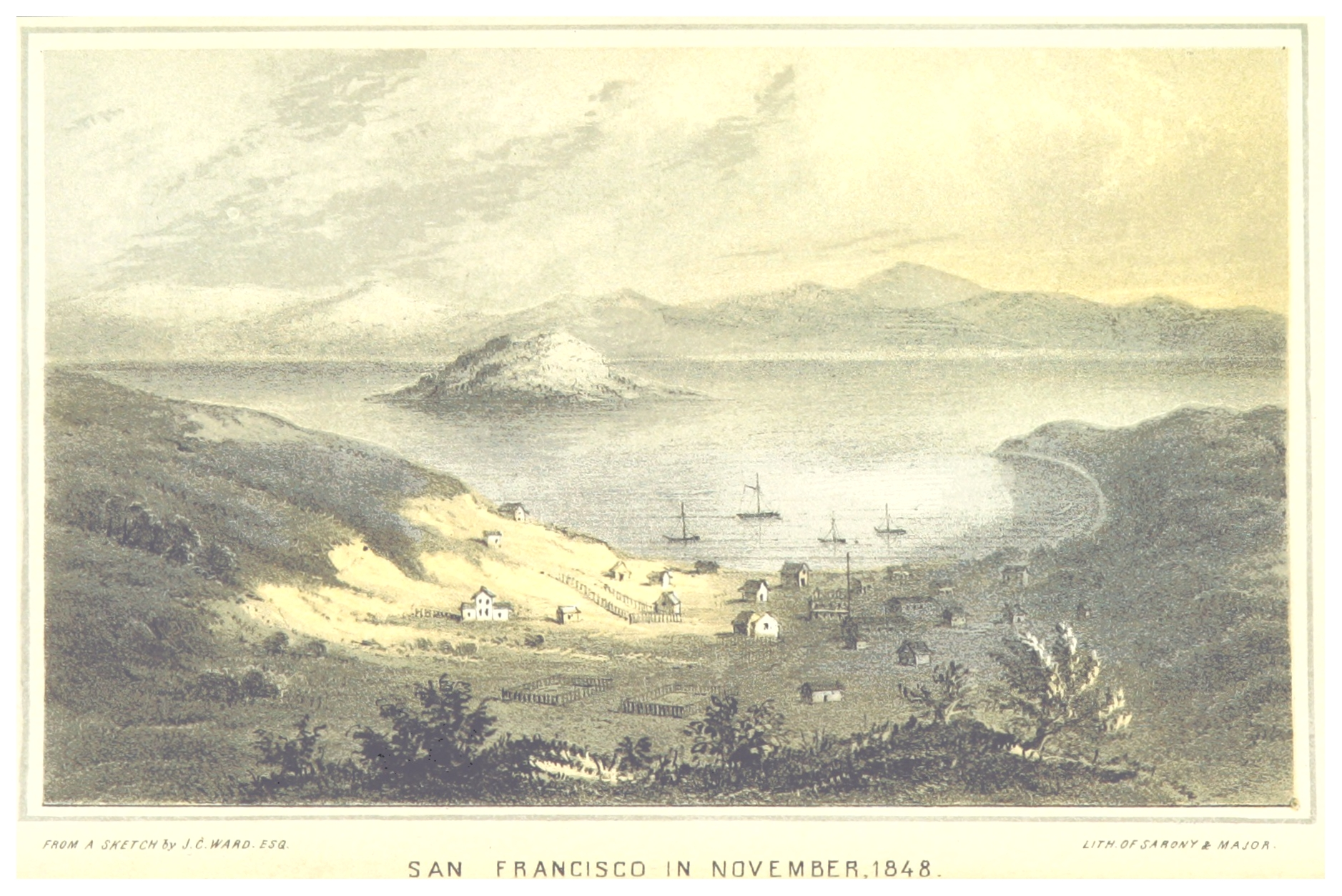
Yerba Buena omdöpt till San Francisco 1848

År 1810 startade det mexikanska frihetskriget efter att Napoleon erövrat Spanien. Mexiko blev självständigt 1821 och Alta California styrdes av en guvernör med säte i Sonoma, 60 kilometer norr om San Francisco. Året efter anlände en det engelska valfångstfartyget Orion till San Franciscobukten. Andre styrman William Richardson blev inbjuden till befälhavaren på Spanska fortet. Det blev fest och Richardson blev akterseglad. Han fick tillstånd att stanna i Kalifornien och fick en bit land vid kusten öster om Spanska fortet. Han döpte sin gård till Yerba Buena.
År 1828 anlände en grupp jägare under ledning av Jedediah Smith landvägen efter att ha korsat Klippiga bergen till San Franciscobukten. Smith var pälshandlare och den första som ritade kartor över Sierra Nevada och Central Valley.

## San Francisco

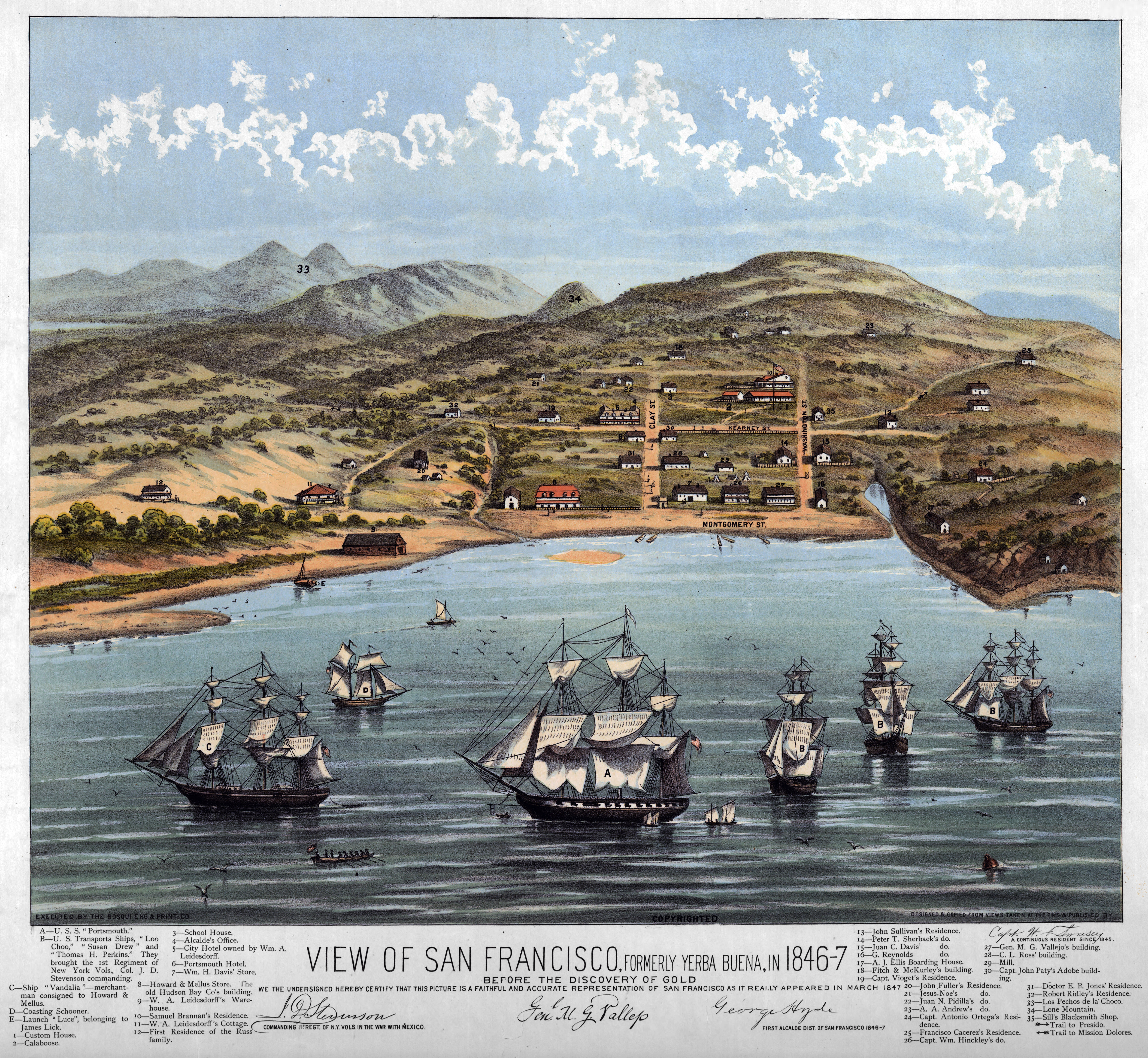
San Francisco 1847

År 1846 förklarade USA krig mot Mexiko och den 9 juli 1846 seglade USS Portsmouth in i San Franciscobukten. USA:s marinkår gick i land vid Yerba Buena, hissade den amerikanska flaggan och ändrade namnet på bosättningen till San Francisco. Vid Freden i Guadalupe Hidalgo fick USA staterna Kalifornien, Nevada, Utah, Arizona och New Mexico, totalt 2 400 000 km² och Mexiko fick betala $15 miljoner i krigsskadestånd. Den amerikanska översten John W. Geary, blev San Franciscos första borgmästare 1950.

### Guldrushen
John Sutter, en äventyrare från Schweiz kom till Yerba Buena 1839. Han uppsökte den spanska guvernören i Monterey och fick tillåtelse att stanna om han skapade en bosättning i Sacramento Valley, Sutter's Fort. Den 24 januari 1848 upptäcktes guld i samband med byggandet av en vattenkvarn för ett sågverk. Snart spred sig ryktet och lycksökare från hela världen strömmade till San Franciscobukten. Dit kom soldater från Mexikansk-amerikanska kriget, frigivna straffångar från brittiska fångkolonier i Australien, prostituerade och mormoner som förföljdes i USA. Besättningar från fartyg i San Franciscobukten deserterade för att söka lyckan i bergen. Efter åtta månader fanns 4 000 guldgrävare i området. Många norska fartyg anlöpte hamnen och levererade trävirke. San Francisco växte från 900 till 36 000 invånare 1852.
1852 bildades Wells Fargo, ett postföretag som konkurrerade med United States Postal Service. 1855 inträffade en bankkris och panik utbröt. Wells Fargo överlevde och öppnade därefter bankverksamhet vid sidan av post och distribution.
På 1850-talet spred sig kolera över världen och ett ångfartyg med flyktingar från anlände till San Francisco. 300 invånare dog. 1851 började cisterner för färskvatten byggas, men blev inte klara förrän 1857. Samma år inträffade den värsta och branden i San Franciscos historia. Många hus byggda i trä och även fartyg i hamnen förstördes. Branden hade föregåtts av fem mindre bränder. Efter detta inrättades ett brandförsvar och hus byggdes i obrännbart material.

### Korruption och laglöshet
De äldsta delarna i staden kom att kallas Barbareskkusten där det rådde våld, utnyttjande och anarki. Veteraner från kriget trakasserade latinos och kallade sig (hounds). Frigivna straffångar (Sydney ducks) öppnade spelhallar, barer och bordeller..
Förmögenheter skapades men inte för dem som letade guld. Sutters bosättning förstördes, hans arbetare och boskapsskötare lämnade honom för att leta guld och John Sutter gick i konkurs 1852. De som tillhandahöll varor och tjänster kunde skapa enorma förmögenheter. Samuel Brannan, (född 1819) seglade från New York som ledare för en religiös sekt med destination Las Californias för att bygga en Mormon-koloni utanför USA. Expeditionen kom fram till San Franciscobukten en vecka efter att USA:s marinkår intagit Yerba Buena. 238 mormoner blev de första amerikanska nybyggarna i Kalifornien och antalet invånare i Yerba Buena tredubblades. Brannan hade med sig en tryckpress och startade den första tidningen, California Star i januari 1847. Han köpte upp alla vaskpannor och kokkärl han kunde få tag i och öppnade en lanthandel vid Sutter's fort och på två månader hade han gjort en vinst på $36 000. Joshua Norton, från London med ett arv på $40 000 och öppnade 1849 en lanthandel. Fyra år senare var han god för $250 000. Levi Strauss, en tysk skräddare kom till San Francisco med ett lager kanvas för att sy tält åt guldgrävarna, men fann att slitstarka byxor var mer efterfrågade.
Borgmästaren begärde att en stadspolis skulle inrättas och i augusti 1849 utsågs Malachi Fallon till polischef för SFPD. Hans bakgrund var irländare, som emigrerat till New York och drivit en pub som besöktes av stadens politiker. Fallon valde ut 35 män, och organiserade ett fängelse i ett gammalt fartyg. Stadens ledande affärsmän organiserade ett medborgargarde som fungerade som en domstol.

### Kommunikationer
Redan 1826 startade sjökaptenen John Reed färjetrafik på San Franciscobukten med sin segelbåt. Men han fick snart konkurrens av kustfolket som tog passagerare i sina kanoter, vilket ofta gick snabbare. 1849 angjorde hjulångaren Senator under befäl av Charles Minturn San Francisco. Minturn startade en färjelinjer från San Francisco till Oakland och senare till Petaluma, San Quentin och San Rafael.
 Minturn fick snart konkurrens av Thomas Gray som startade en färjelinje till Alameda. Från 1862 sattes tågfärjor in på linjen och anslöt till Central Pacific railroad. 

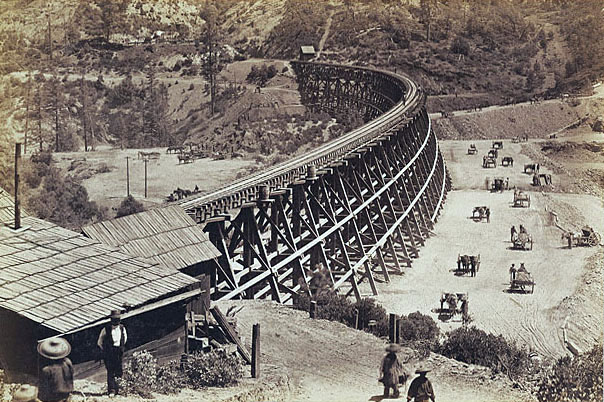
Kinesiska rallare i Placer County, Kalifornien

Den första järnvägen drogs Sacramento vid San Franciscobukten till Folsom, Kalifornien och blev klar 1856. Civilingenjören Theodore Judah prospekterade och byggde järnvägen. Judahs vision var en transkontinental järnväg. Han kontaktade entreprenörerna Charles Crocker, Collis Huntington, Mark Hopkins Jr., Leland Stanford och bolaget Central Pacific Railroad bildades. Efter godkännande av USA:s kongress kunde järnvägsbygget påbörjas 1863.
Amerikansk arbetskraft räckte inte och under de följande sex åren invandrade 15 000 kineser. De fick bo i tält, fick dålig mat och halva lönen jämfört mer amerikanska rallare. Central Pacific byggde 1 000 kilometer till Promontory, Utah. Där förenades järnvägen med Union Pacific Railroad som gick vidare österut till Omaha, Nebraska.
Hästspårvägar infördes i San Francisco på 1860-talet. 1869 iakttog Andrew Hallidie hur två hästar halkade på våta gatstenar och dog när de drog en hästspårvagn uppför en av San Franciscos många kullar. Hallidie ersatte hästkrafter med ångmaskin och konstruerade de första kabelspårvagnarna som gick upp till Nob Hill och Russian Hill.

### Kultur
Tom Maguire kom till San Francisco på 1840-talet och körde hästspårvagn innan han öppnade en Saloon på Portsmouth Square. På granntomten byggde han en teater och uppkallade den efter Jenny Lind som hade gästspelat i New York. Den 4 oktober 1851 öppnade teatern med en enmansföreställning av komikern Stephen Marrett. Året därpå sålde Maguire saloonen och teatern till staden för $200 000. Den påkostade inredningen revs ut och byggnaden blev San Franciscos stadshus. För pengarna byggde Maguire en Opera som också blev mycket populär.
Författaren Bret Harte kom till San Francisco 1854 och efter diverse arbeten blev han redaktör för California Star och började skriva artiklar om kända författare för den kulturtidningen The Golden Era. Han engagerade också Mark Twain för att skriva kåserier i tidningen. 
 Harte bildade också en litterär grupp med Ina Coolbrith och Charles Warren Stoddard. Andra författare som emigrerade till San Francisco eller föddes i staden var Joaquin Miller, Gertrude Atherton  och Jack London.

### Paris of the West[g]
På 1860-talet började staden expandera västerut med fashionabla stadsdelar som Pacific Heights. Golden Gate Park anlades 1887 och motsvarade Central Park i New York. Parken fick förbindelse med centrum via kabelspårvagn från Height-Ashbury.
Nob Hill blev en enklav för de rika som byggde exklusiva residens med utsikt över Golden Gate. Russian Hill lockade författare, konstnärer, arkitekter och andra kreativa personer.
1854 kom sex katolska nunnor från Irland och städade upp sjukhusen efter den första koleraepidemin. San Franciscos befolkning växte till 100 000 och kolera och smittkoppor var fortfarande ett gissel. Kirurgen Hugh Toland grundade 1864 Toland Medical College, vilket senare blev University of California.
Achille Paladini från Italien emigrerade till USA och mark att bygga på. Han hamnade i San Francisco 1865. En dag fiskade han för att få något att äta och fann att bukten var full av fisk. Han startade ett fiskeföretag och landade fisken vid en brygga norr i staden, det blev Fishermans Wharf.

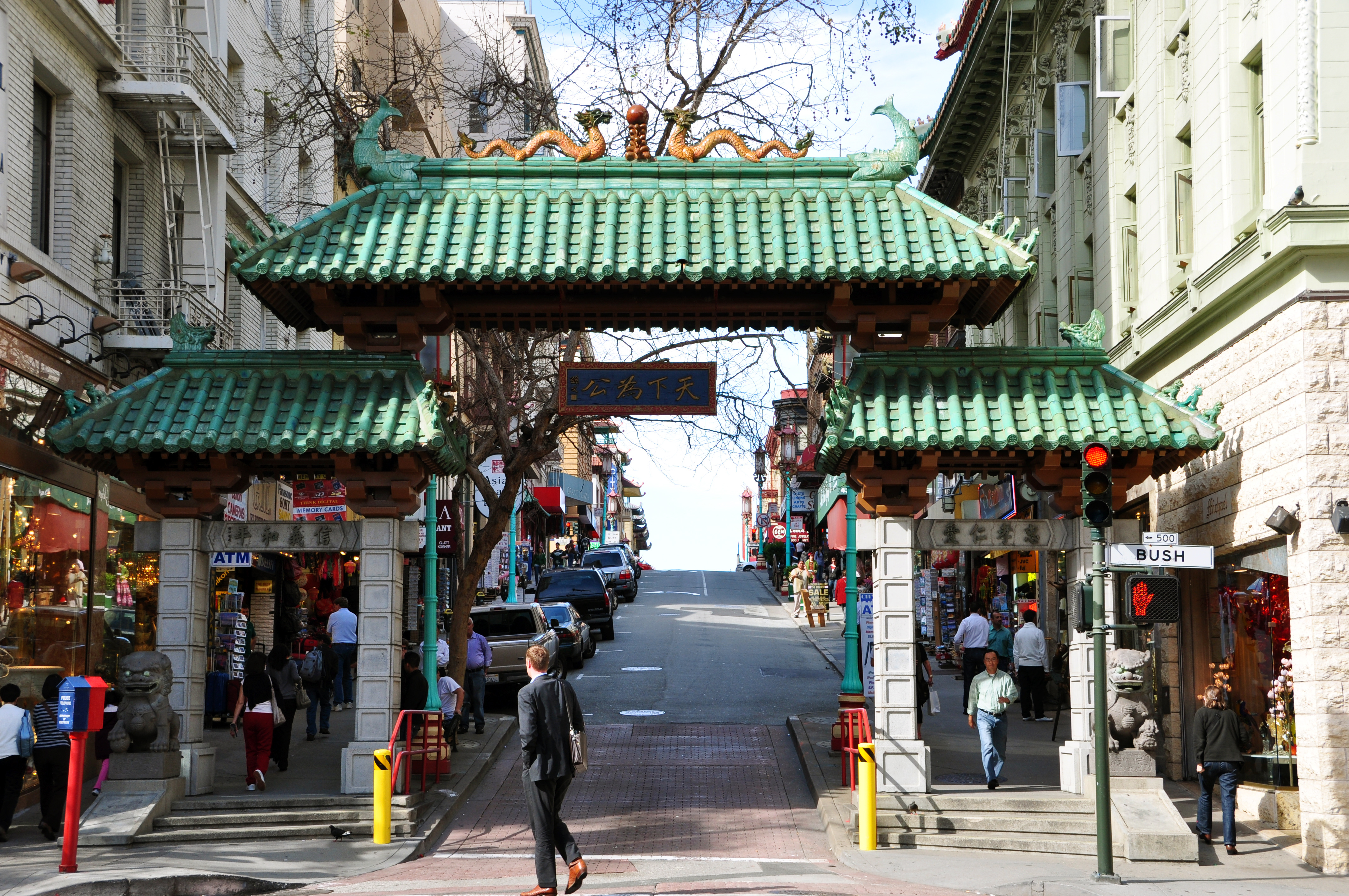
Chinatown San Francisco

Redan 1850 immigrerade 300 kineser San Francisco och välkomnades av borgmästare Geary. De slog sig ner vid Portsmouth Square och Chinatown började växa. Kinesisk arbetskraft blev populär på 1860-talet då Pacific Central Railroad byggdes och snart blev San Franciscos Chinatown den största kinesiska enklaven utanför Kina. 1882 stiftades en lag som förbjöd kineser att invandra till USA och det dröjde ända till 1943 innan lagen upphävdes.
1886 började japaner emigrera till USA och de flesta kom via San Francisco. Många stannade i Kalifornien och arbetade i jordbruk och anlade trädgårdar. De som bosatte sig i San Francisco drogs till områden nära Chinatown. Efter branden 1906 flyttade en del japaner till kvarteren runt Fillmore street. De byggde tempel, tehus och kulturhus. Området kom att kallas Japantown.
På 1880-talet öppnade försäkringsbolag och banker kontor omkring korsningen Montgomery Street och California street i den äldsta stadsdelen och det blev San Franciscos finansdistrikt. 1882 öppnade San Franciscos börs.

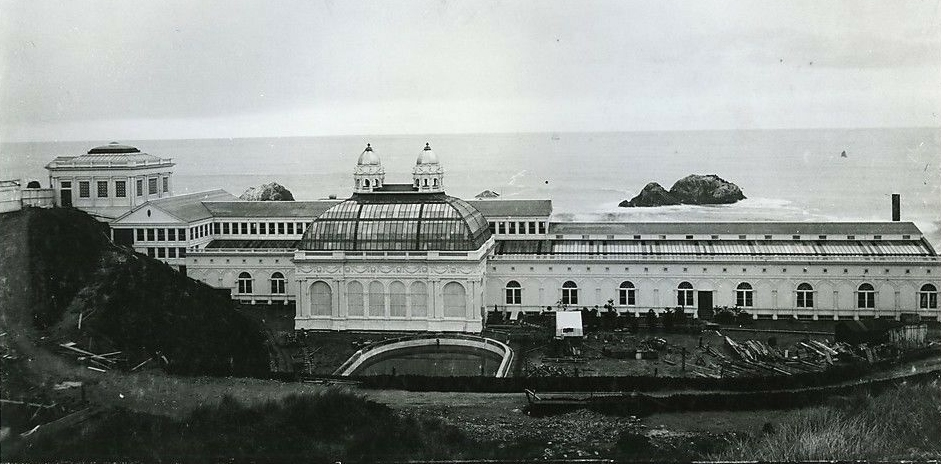
Sutrobadet i San Francisco 1896

Adolph Sutro var en tysk jude som emigrerade till USA 1850. Han var med och exploaterade silvergruvor i Nevada, gjorde en förmögenhet och köpte mark i San Francisco 1879. Han blev borgmästare 1894 och byggde ett saltvattensbad nedanför Golden Gate Park vid Stilla Havet och anlade Mount Sutro-skogen.

### 1900-talet

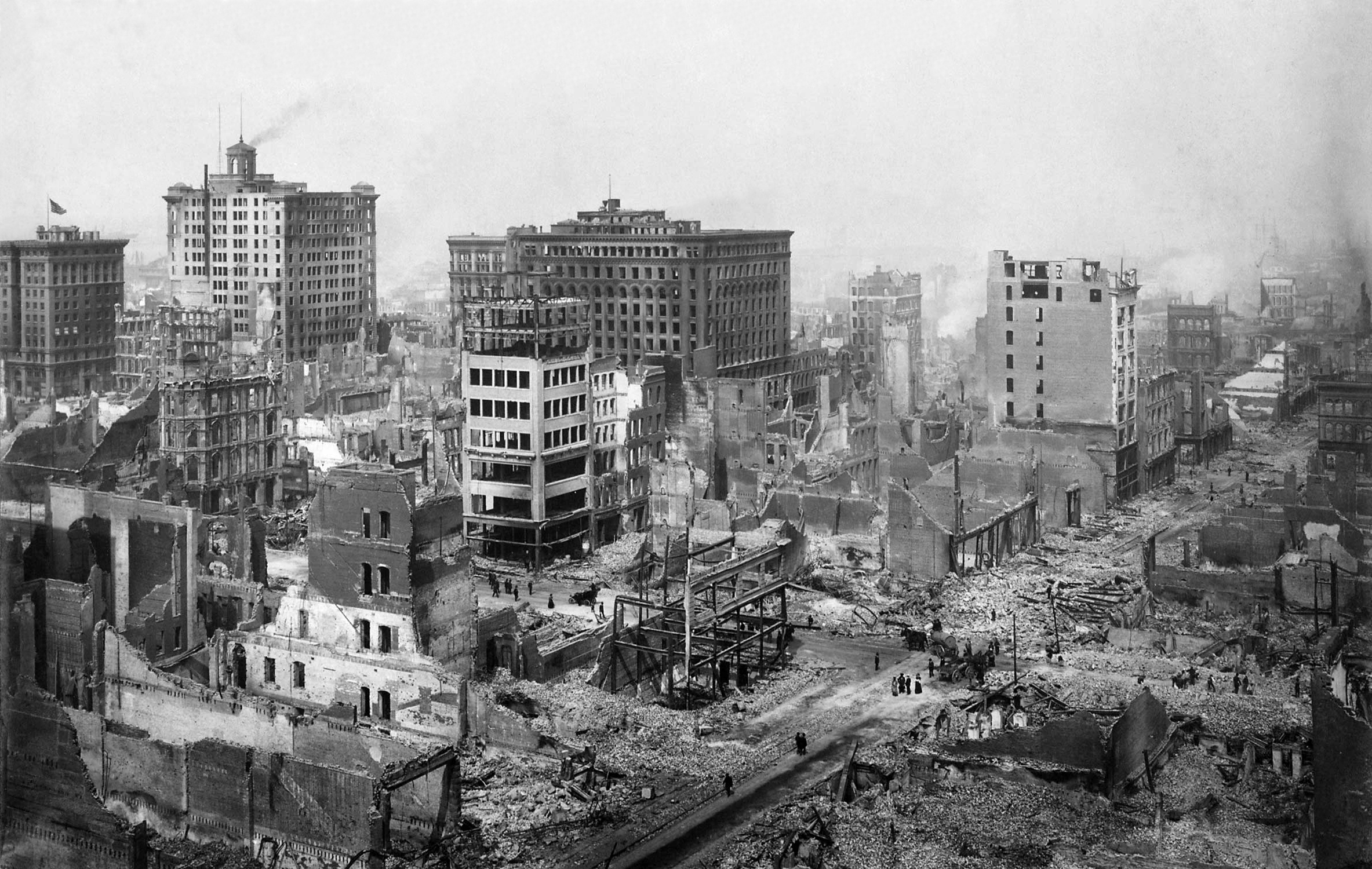
Post-and-Grant-Avenue-Look

År 1900 anlöpte ett fartyg med råttor smittade med böldpest ombord. Stadens myndigheter var rädda för spridning av smittan och förbjöd begravningar i staden. Gravplatser och nya begravningar flyttade söderut till oexploaterade områden, nuvarande förorten Colma. En del av Chinatown belades med karantän. Först 1905 var risken för smitta obefintlig.
Den 18 april 1906 inträffade den stora jordbävningen i Kalifornien med epicentrum i havet strax utanför Golden Gate. Jordbävningen följdes av omfattande bränder som sträckte sig från Montgomery street till Russian Hill, Chinatown, North Beach och Telegraph hill. Elden varade i fyra dygn till regn kom och släckte elden. 500 kvarter som omfattade 10 kvadratkilometer förstördes och över 3 000 människor omkom och omkring 250 000 blev hemlösa.

Panama-Pacific International Exposition 1915

Nästan alla banker förstördes i branden och det tog en månad innan de brandsäkra kassaskåpen kunde öppnas. Därefter kunde återuppbyggnaden av staden påbörjas.
Armén kallades in och byggde 5 600 enkla, brandsäkra hem, men de räckte bara till en tiondel av de som blivit hemlösa. Stadsarkitekten Daniel Burnham inspirerades av Haussmanns renovering av Paris 1853-1870 och planerade för breda avenyer och boulevarder. Allt kunde inte genomföras i brist på pengar och brådskan att återuppbygga staden. Men Market Street byggdes med en tunnelbana under gatan. Arbetet skyndades på eftersom staden hade bjudit in till Panama-Pacific International Exposition 1915 för att fira den nyöppnade Panamakanalen. Efter utställningen revs alla byggnader utom konstmuseet, Palace of Fine Arts.
Redan från starten har invånarna i San Francisco varit förtjusta i opera, Under 56 år fram till jordbävningen spelades 50 000 föreställningar på 26 olika teatrar. År 1906 kom Gaetano Merola, en ung napolitansk dirigent till staden. Han grundade San Francisco operan 1924 och föreningen tog tag i planerna för ett nytt operahus. Stadens myndigheter och filantroper bekostade byggnaden och 1932 kunde War Memorial Opera House invigas.

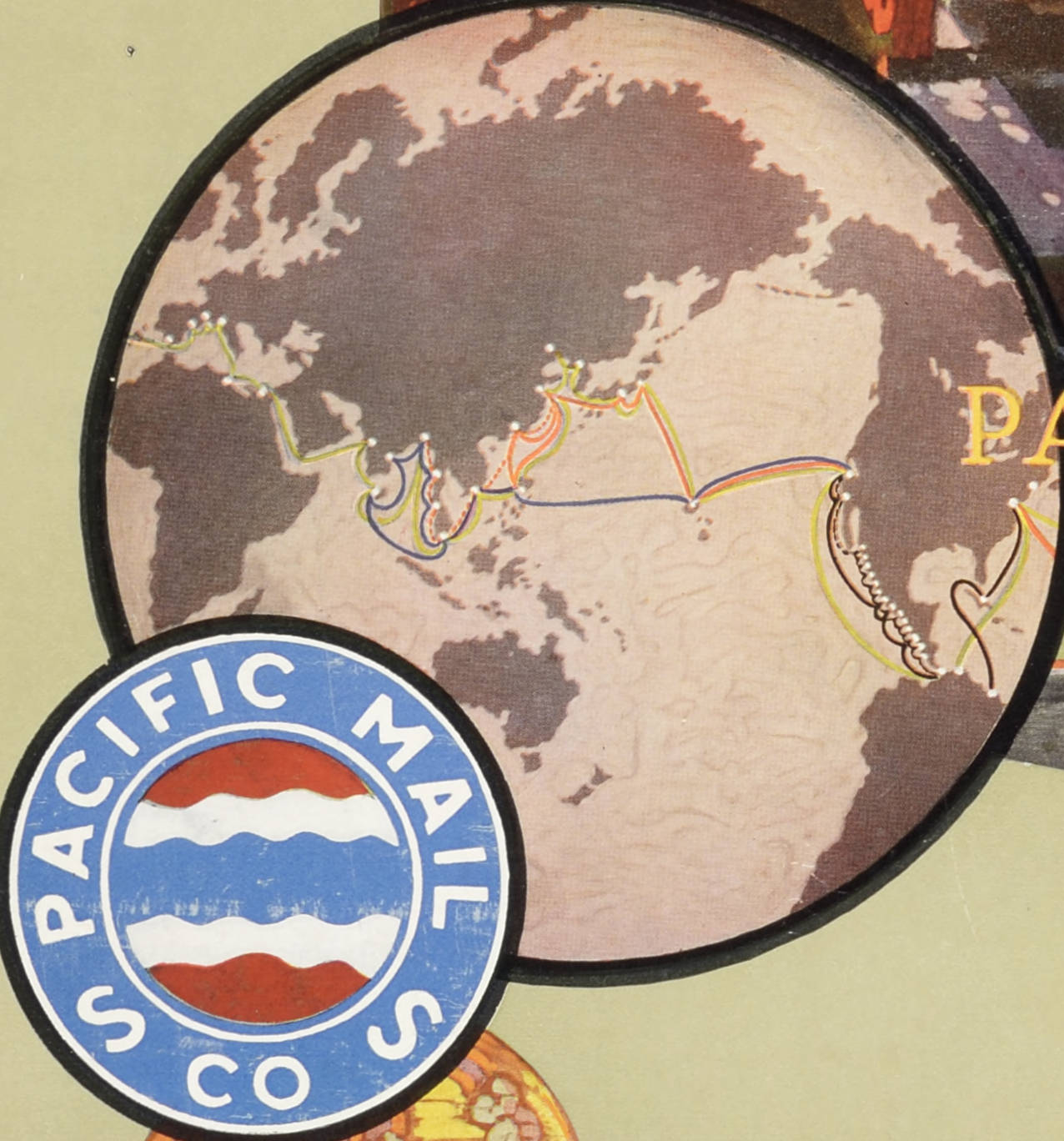
Pacific Mail Steamship Company

San Francisco var den viktigaste hamnstaden på USA:s västkust. 7 000 fartyg anlöpte hamnen varje år och 118 rederier hade huvudkontor i staden. Arbetsförhållanden i hamnarna var dåliga och 1934 gick hamnarbetare i strejk som varade i 83 dagar. Sju arbetare dödades av polisen. Hamnarbetarna på västkusten fick rätt att gå med i fackföreningar.
På 1930-talet byggdes två av världens då längsta broar i San Franciscobukten. Dessa infrastrukturobjekt gav tiotusentals arbetare försörjning. San Francisco-Oakland Bay Bridge var ett koncept som togs fram av Joshua Norton redan 1872. Bron började byggas 9 juli 1933 och öppnades för bil- och järnvägstrafik 12 november 1936.

Golden Gate-bron invigdes 28 maj 1937. Idéer om att bygga en bro mellan San Francisco och Marin County fanns redan då staden byggdes upp efter den stora branden 1906. Men det ansågs omöjligt på grund av avståndet och starka vindar och tidvattenströmmar. På 1920-talet byggde ingenjören Joseph Baermann Strauss flera broar i Oregon och började planera för en bro över Golden Gate och såg en möjlighet i en hängbro och den 5 januari 1933 påbörjades bygget.

På ön Alcatraz revs det gamla militärfängelset och ett statsfängelse byggdes för de svåraste förbrytarna och öppnades 1934. Där satt bland annat Al Capone och Robert Franklin Stroud.
Efter brobyggena påbörjades bygget av en konstgjord ö strax norr om Yerba Buena-ön i San Franciscobukten. Ön, som fick namnet Treasure Island, blev plats för världsutställningen Golden Gate International Exposition 1939–1940. Efter världsutställningen gjordes en del av ön om till en flygplats.

#### Andra världskriget
Försvar av San Franciscobukten var av yttersta vikt. Här fanns en stor befolkning och många livsmedelsproducenter i inlandet. Viktiga militärbaser och industrianläggningar hotades av japanska attacker. Redan på 1800-talet hade försvarsanläggningar byggts vid inloppet till San Franciscobukten: Fort Point och Presidio vid Golden Gates södra brofäste, Alcatrazön innanför bron, Fort Baker i Marin County. Dessa befästningar förstärktes med ett modernt kustartilleri och 120 artilleripjäser försvarade San Francisco från 1930-talet.
Kaiservarven vid staden Richmond började byggde libertyfartyg och örlogsfartyg i december 1940 och levererade 750 fartyg under kriget. 1938 började USA:s flotta bygga en flottbas för hangarfartyg i Alameda. Basen var inte klar när USA gick med i kriget efter det japanska anfallet på Hawaii i december 1941. Alameda blev utkörsporten för Stillahavsflottan. Militärbasen Presidio var fram till krigsutbrottet centrum för USA:s försvar av hela Stillahavskusten inklusive Alaska. Från december 1941 blev Presidio bas för alla operationer i Stilla havet. Fort Mason blev hamnen där material och soldater utskeppades för tjänst i Stillahavsflottan. Under kriget blev Treasure Island en örlogsbas, där fartyg och båtar som deltagit vid provsprängningar av atomvapen rengjordes från radioaktiva ämnen.

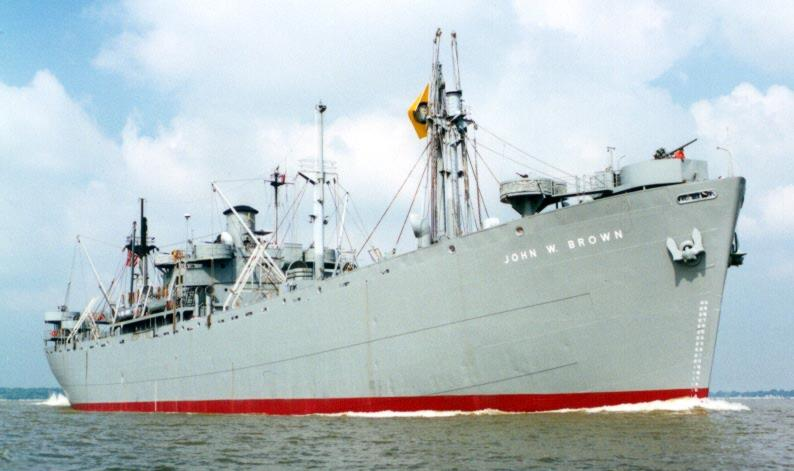
SS John W Brown
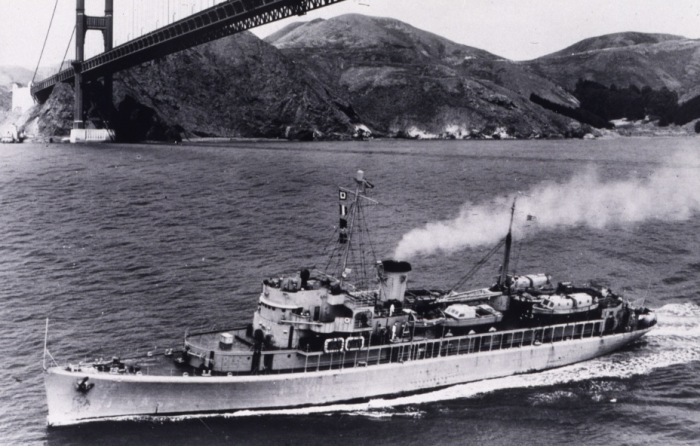
Sjömätningsfartyget Pioneer passerar Golden Gate
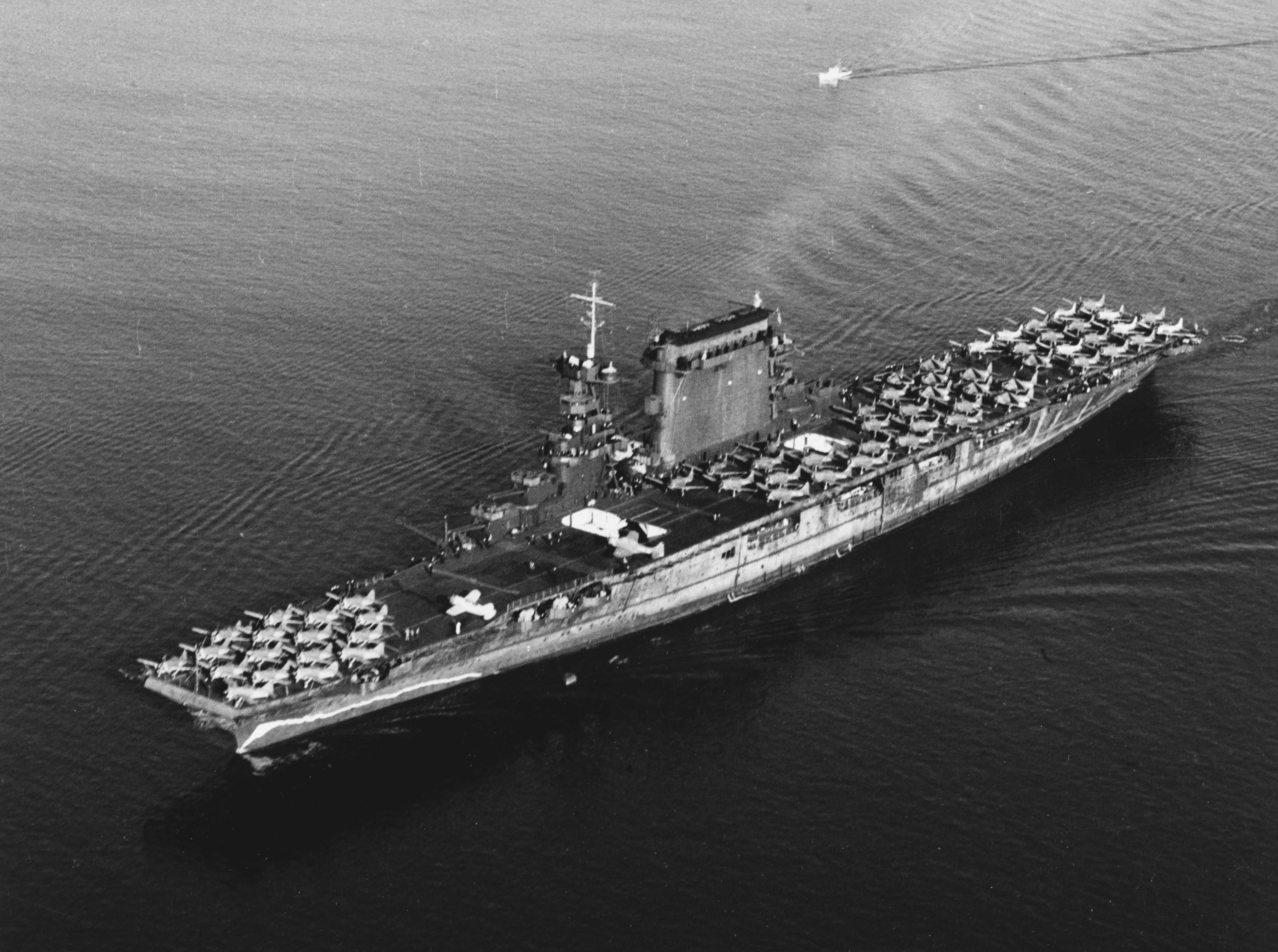
USS Lexington 14 oktober 1941
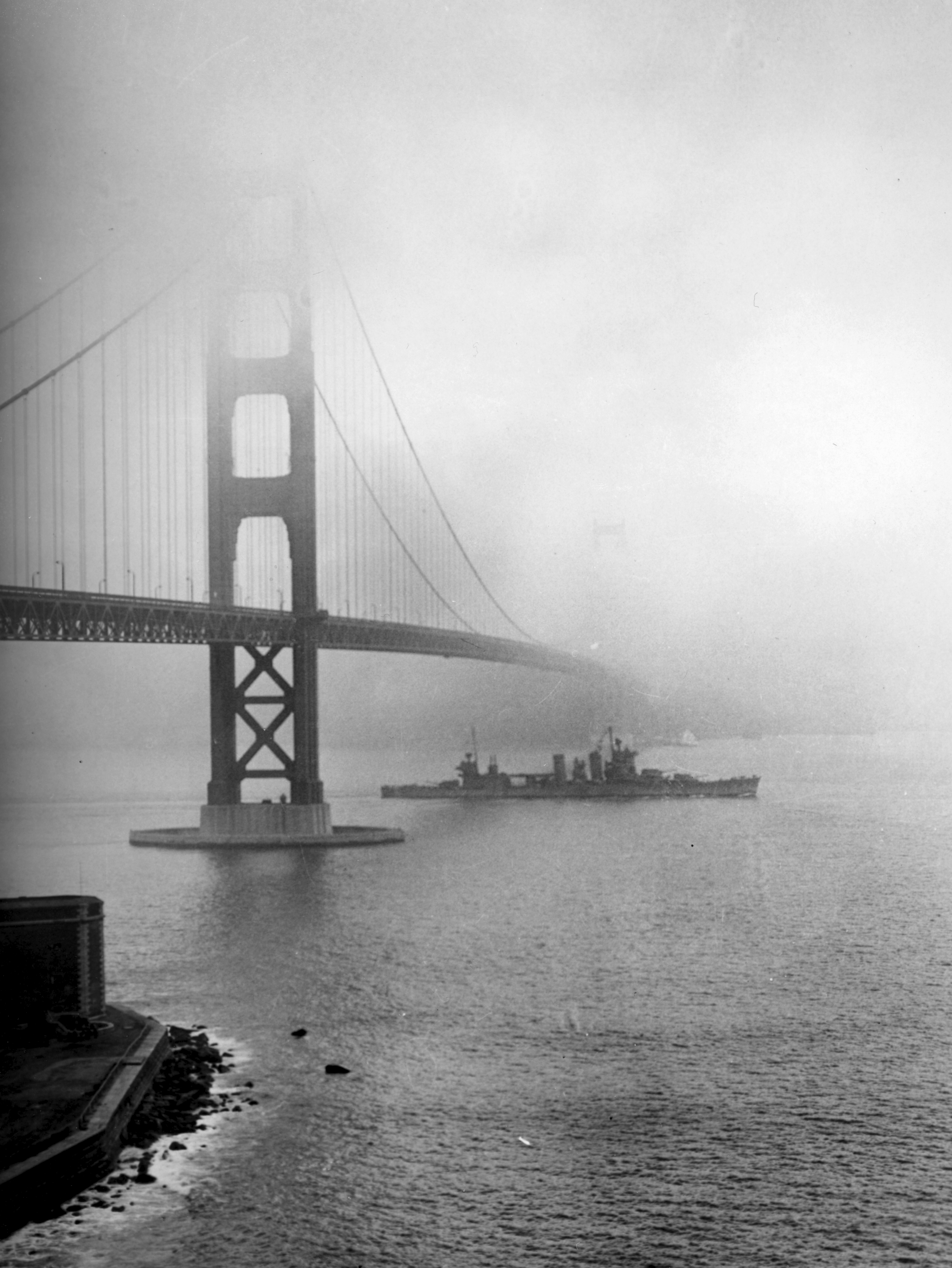
USS San Francisco 1942

#### Efterkrigstiden
Den 25 april 1945 inleddes San Franciscokonferensen med delegater från 50 länder för att ta fram FN-stadgan. När Frankrike, Kina, Sovjetunionen, Storbritannien och USA hade ratificerat FN-stadgan kunde Förenta nationerna grundas den 24 oktober vid en ceremoni i War Memorial Opera House”.
På 1950-talet började city saneras. Slumområden nedanför Telegraph Hill revs, och arbetare och färgade fick flytta till södra stadsdelar. Flera motorvägar byggdes, Yerba Buena Gardens blev ett konferenscenter och Japantown sanerades. I Fillmore District bodde flera etniska grupper och Beat Generation tog form och alternativbokhandeln City Lights öppnade.